# Военное и военно-техническое сотрудничество России с Сирией
Военно-техническое сотрудничество России с Сирией уходит своими корнями в историю советской внешней политики. Особенную силу получило сотрудничество в период Гражданской войны в Сирии. Сначала Россия поставляла правительственным войскам оружие, а с 2015 года проводила непосредственную военную операцию в Сирии с использованием собственных военных контингентов.

## Военно-техническое сотрудничество СССР с Сирией
Практически с самого провозглашения Сирийской Арабской Республики Советский Союз оказывал ей дипломатическую и военную поддержку в противостоянии с Израилем. С середины 1950-х годов в Сирии находился традиционно сильный и укомплектованный аппарат советских военных советников и специалистов.
В 1971 году в средиземноморском порту Тартус была создана материально-техническая часть ВМФ СССР.
До 1991 года Сирия была одним из основных покупателей советского оружия. За период с 1956 года, когда был подписан первый военный контракт между Советским Союзом и Сирией, до распада СССР в 1991 году Сирии было поставлено вооружений на общую сумму более 26 млрд долларов, в том числе 65 ракетных комплексов тактического и оперативно-тактического назначения, около 5 тыс. танков, более 1200 боевых самолётов, 4200 артиллерийских орудий и миномётов, зенитно-ракетные комплексы, около 70 боевых кораблей и катеров. К концу XX века сирийская армия более чем на 90 % была оснащена советским вооружением. В СССР также проводилось обучение сирийских офицерских кадров.

## ВТС с Сирией после распада СССР
Военно-техническое сотрудничество (ВТС) с Сирией было практически заморожено после распада СССР в 1991 году. Задолженность Сирии за поставленные технику и вооружения на тот период составляла около 14,5 млрд долларов. В 2005 году Россия списала Сирии 10 млрд долларов долга в обмен на гарантии новых заказов на вооружение. Оставшаяся часть задолженности была реструктурирована.
Отношения в сфере ВТС возобновились в середине 1994 года, когда в Дамаске было подписано соответствующее соглашение. Сирия намеревалась приобрести бомбардировщики Су-24, истребители Су-27 и МиГ-29. Министерство обороны Сирии также планировало произвести закупку новых и модернизацию имеющихся систем ПВО (поставки авиатехники так и не состоялись). В 1996 году объём поставок Сирии военной техники и запчастей составил 1,3 млн долларов, в 1997 году — 1 млн долларов.
После официального визита в Дамаск министра обороны РФ Игоря Сергеева в ноябре 1998 года стороны подписали несколько новых соглашений в сфере ВТС. Россия поставила Сирии крупную партию автоматов АКС-74У и АК-74М, гранатомётов и боеприпасов. В 1999 году началось выполнение контракта от 1996 года на поставку Сирии российских ПТРК «Метис-М» и «Корнет-Э».
В ходе визита министра обороны САР Мустафы Тласа в РФ в мае 2001 года сирийской стороной было вновь заявлено о желании модернизировать поставленные в советское время зенитно-ракетные комплексы дальнего действия С-200Э, танки Т-55 и Т-72, боевые машины пехоты БМП-1, самолёты Су-24, МиГ-21, МиГ-23, МиГ-25 и Миг-29.
В 2006 году Россия поставила Сирии зенитные ракетные комплексы «Стрелец». В том же году был заключён контракт на поставку Сирии зенитных ракетно-пушечных комплексов «Панцирь-С1» (к 2014 г. было поставлено одиннадцать из 36 заказанных) и модернизацию 1 тыс. танков Т-72 (контракт был выполнен в 2011 году).
В 2007 году были подписаны контракты на продажу Сирии береговых противокорабельных ракетных комплексов «Бастион-П» с ракетами «Яхонт» (поставки осуществлялись в 2010—2011 годах, а в мае 2013 года были поставлены усовершенствованные версии этих ракет), ЗРК «Бук»(было поставлено не менее 6 из 8 заказанных дивизионов) и истребителей МиГ-31Э. В том же году был подписан контракт на ремонт 25 вертолётов Ми-25 (выполнен в 2012 году) и поставку тренажёров для обучения пилотов вертолётов Ми-17Ми-35 (выполнен в 2011 году).
В докладах западных аналитиков сообщалось, что к июню 2008 года в Сирии находилось большое количество российских военнослужащих, советников и специалистов по эксплуатации и ремонту — таким образом Россия нарастила свои возможности в Сирии и восстановила статус кво, существовавший при СССР:370:367

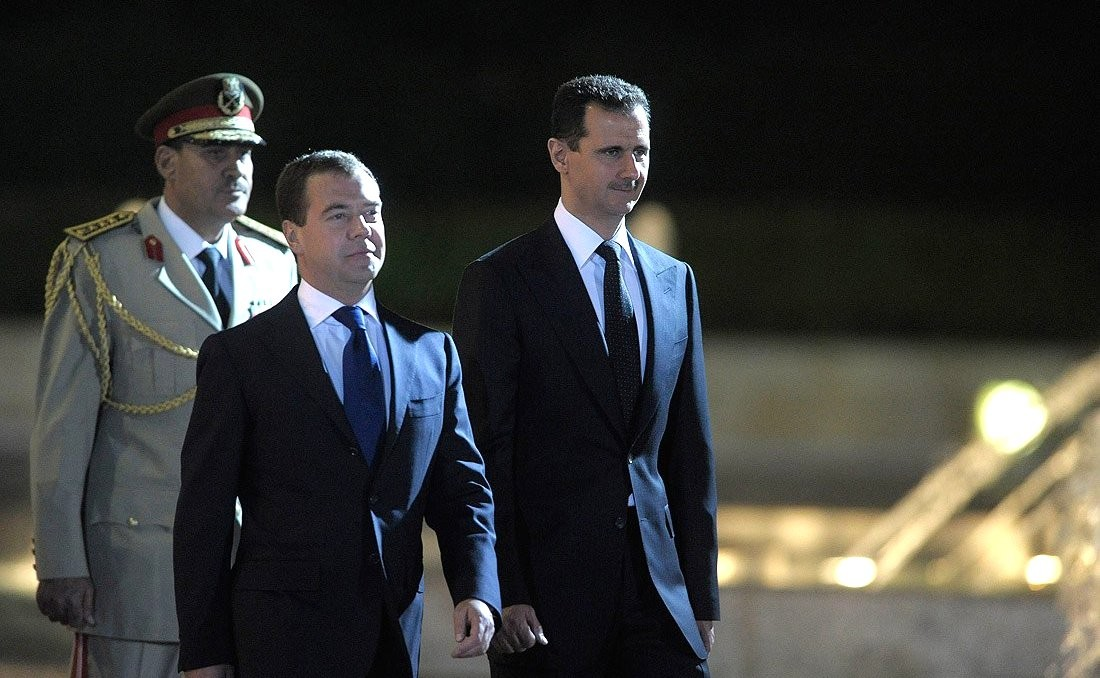
Дмитрий Медведев и Башар Асад направляются к дворцу Каср аш-Шааб, чтобы обсудить вопросы российско-сирийского военно-технического сотрудничества, 10 мая 2010 года

В августе 2008 года президент Башар Асад поддержал действия российских войск в Южной Осетии, заявив в интервью газете «Коммерсантъ», что «война, которую развязали в Грузии, — это апогей попыток окружить и изолировать Россию». По его словам, приоритетное место в российско-сирийских отношениях занимают вопросы военно-технического сотрудничества: «Закупка оружия (Дамаском) очень важна. Правда, время от времени возникают разные препятствия. Часто бюрократические, иногда происходят задержки по производственным причинам. Бывают и финансовые проблемы. Я считаю, что нам надо бы ускориться». Асад также заявил, что Россия не предлагала Сирии разместить на её территории ракетные комплексы «Искандер» в ответ на планы США по ПРО, но сирийские власти готовы были бы рассмотреть такое предложение. Сирийский лидер заверил, что Дамаск готов сотрудничать с Россией во всём, что может укрепить её безопасность.

### Вопрос о поставках ЗРК С-300
В 2010 году было подписано соглашение о поставках в Сирию четырёх (по другим данным, шести дивизионов) ЗРК С-300ПМУ-2 на сумму ок. 1 млрд долларов. Это соглашение вызвало бурную реакцию в США и Израиле, и уже на этапе реализации контракт был аннулирован по настоятельной просьбе Израиля. Заказчику были переданы лишь радиолокационные станции. Заказанные Сирией С-300ПМУ-2 были позднее адаптированы под требования другого заказчика — Ирана.
28 мая 2013 года Совет Евросоюза изменил условия действовавшего оружейного эмбарго в отношении Сирии, отменив под давлением Франции и Великобритании запрет на поставку оружия повстанцам. Сразу же после этого Башар Асад заявил, что российские системы ПВО уже находятся в Сирии. 4 июня президент РФ Владимир Путин на пресс-конференции по итогам саммита Россия-ЕС успокоил Запад, заявив, что контракт на поставку Сирии С-300 пока не реализован. «Что касается С-300, то это…, конечно, серьезное оружие. Мы не хотим нарушать баланс в регионе», — сказал Путин. При этом он напомнил, что Россия поставляет вооружения в Сирию «исключительно и целиком в рамках международного права» и по «транспарентным, международно признанным контрактам», которые «не нарушают никаких международных положений».
Позднее, в сентябре 2013 года, Владимир Путин заявил в интервью, что контракт приостановлен и выполнен частично — поставлены «отдельные компоненты». В сентябре 2015 года газета «Коммерсантъ» со ссылкой на источники в сфере ВТС с иностранными государствами сообщила, что вместо поставки С-300 в счёт выплаченного аванса по обоюдной договорённости была поставлена партия бронетранспортёров БТР-82А, военных грузовиков «Урал», стрелкового оружия, гранатомётов и другого вооружения.
23 апреля 2018 года газета «Коммерсантъ» со ссылкой на неназванные военно-дипломатические источники сообщила, что Россия может в ближайшее время начать поставку в Сирию ЗРК С-300 «Фаворит». Поставку планируется осуществить на безвозмездной основе. Заявления о готовности осуществить эти поставки впервые были сделаны сразу же после нанесения США, Великобританией и Францией 14 апреля массированного ракетно-бомбового удара по Сирии. 20 апреля Владимир Путин провёл совещание с начальником Генштаба ВС РФ Валерием Герасимовым и министром обороны Сергеем Шойгу, на котором обсуждались «некоторые аспекты ситуации в Сирии».
Предполагается, что компоненты С-300 (радиолокационные станции, транспортно-заряжающие машины, пункты управления, пусковые установки и др.) будут доставлены в Сирию в ближайшее время, при этом предполагается также, что Сирии будут поставлены комплексы, уже бывшие в использовании Вооружёнными силами РФ. Вместе с уже имеющимися у Сирии советскими системами С-125, С-200, «Бук», «Квадрат» и «Оса» они составят основу эшелонированной сирийской ПВО, которая сможет прикрыть от возможных ударов Израиля и западной коалиции не только Дамаск, но и ряд военных баз, где размещена сирийская авиация и находятся иранские военные инструкторы.

## Начало Гражданской войны в Сирии
С самого начала гражданского противостояния в Сирии весной 2011 года Россия оказывала дипломатическую поддержку Башару Асаду, блокируя (совместно с КНР) в Совете Безопасности ООН проекты антисирийских резолюций западных и арабских стран, предполагавшие наложение санкций либо даже военную интервенцию против правительства Башара Асада. Россия поддержала сирийское правительство поставками оружия, военной техники и боеприпасов, а также организацией обучения специалистов и предоставлением военных советников.
В июне 2012 года, когда эскалация насилия и жестокости с обеих сторон приобрела необратимый характер и план бывшего генсека ООН Кофи Аннана, подразумевавший полное прекращение огня в Сирии, потерпел крах, глава миссии наблюдателей ООН в Сирии Эрве Ладсу признал, что в Сирии идёт полномасштабная гражданская война, причём правительство не контролирует некоторые города и целые области страны, а против оппозиции применяются боевая авиация и ударные вертолёты. В этих условиях Запад усилил давление на Россию с целью заставить её прекратить поддержку режима Башара Асада на международном уровне и вынудить его пойти на передачу власти. В частности, государственный секретарь США Хиллари Клинтон обвинила Россию в том, что она поставляет Сирии оружие для подавления восстания, чем провоцирует эскалацию конфликта.
Россия подвергалась многочисленным обвинениям со стороны западных и арабских стран, а также различных правозащитных организаций за продолжающиеся поставки оружия. Российские власти, однако, настаивали на том, что осуществляемые поставки не нарушают каких-либо действующих международных ограничений.
Президент России Владимир Путин заявил, что Россия никогда не поставляла в Сирию вооружения, «которые могут быть использованы в гражданском конфликте». Позже Министерство иностранных дел России также выступило с заявлением: «Трагедия в Хуле показала, к чему может привести финансовая помощь и контрабанда современного оружия для повстанцев, набор иностранных наёмников и заигрывание с разного рода экстремистами». Россия обвинила США в двойных стандартах, заявив, что США продают оружие Бахрейну и в то же время критикуют Россию за поддержку оружием президента Асада. Россия также указала на то, что США сами поставляют оружие антиправительственным повстанцам через Турцию. С точки зрения России, помощь США сирийской оппозиции косвенно подрывает национальную безопасность России.
Летом 2012 года Россия в оговоренные сроки вернула Сирии 25 ударных вертолётов Ми-25, прошедших в России ремонтное обслуживание, при этом глава Федеральной службы России по военно-техническому сотрудничеству заявил, что «Сирия является нашим другом, и мы выполняем все наши обязательства перед нашими друзьями».
Россия в этот период также передала Сирии ЗРК «Бук-М2» и береговые противокорабельные ракетные комплексы «Бастион».
Россия и Иран помогали сирийскому правительству поставками топлива. Российские военные советники обучали сирийских военнослужащих использованию российского оружия.
В феврале 2014 года Россию осудили за то, что сирийцы использовали российские вертолёты Ми-8 и Ми-17 для нанесения ударов бочковыми бомбами по гражданскому населению города Хомс.
Российские официальные источники, признавая поставки российского оружия в Сирию, отрицали какое-либо присутствие российских военнослужащих в рядах сирийской армии — и тем более их участие в боевых действиях.
Фотокопия сирийского удостоверения личности «Генерала Кожиева»,, — в действительности — генерал-майора В. П. Кужеева, — использовалась западными СМИ для того, чтобы убедить мировую общественность в гипотетическом участии русских военных в боевых действиях в ходе Войны в Сирии (2011—2013).

## Военная операция России в Сирии (2015—2017)
26 августа 2015 года между Россией и Сирией было заключено Соглашение о размещении авиационной группы Вооружённых сил Российской Федерации на сирийской территории, согласно которому авиагруппа по просьбе правительства Сирии размещалась на территории Сирийской Арабской Республики бессрочно, Хмеймим передавался российской стороне безвозмездно. По Соглашению, всё вооружение, боеприпасы, оборудование и материалы ввозятся на территорию Сирии без сборов, пошлин и любого досмотра. Личный состав авиагруппы получает дипломатический статус. Присутствие российской авиации, согласно документу, «носит оборонительный характер и не направлено против других государств».
В августе — сентябре 2015 года в СМИ появились сообщения об увеличении российского контингента, включая отправку значительного количества военной техники и личного состава, в 720-м пункте материально-технического обеспечения ВМФ России и о возможности санкционирования Советом Федерации использования российских войск в Сирии — даже если США откажутся от предложения объединения сил.

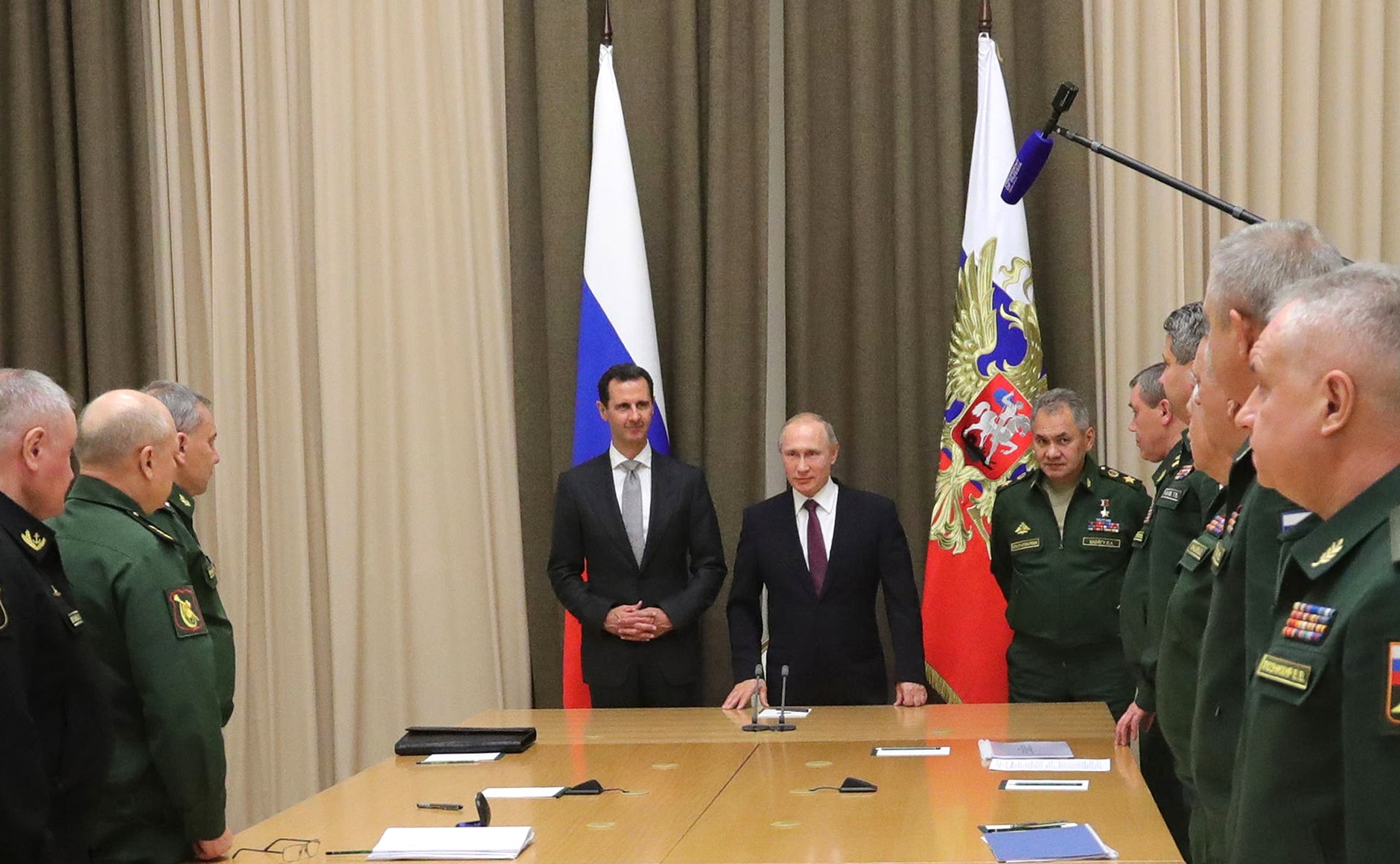
Президент России Владимир Путин
и Президент Сирии Башар Асад на встрече с руководящим составом Министерства обороны и Генерального штаба Вооружённых Сил Российской Федерации. Россия, Сочи, 21 ноября 2017 года.

Действуя в соответствии с Договором «О дружбе и сотрудничестве между СССР и Сирийской Арабской Республикой» от 8 октября 1980 года, президент Сирии Башар Асад обратился к России с официальной просьбой об оказании военной помощи, на основании чего 30 сентября Совет Федерации дал президенту Российской Федерации Владимиру Путину согласие на использование Вооружённых сил Российской Федерации на территории Сирии.
25 сентября 2015 года Минобороны России подтвердило присутствие российских военнослужащих в Сирийской Арабской Республике, заявив, что целью их пребывания является работа на военной базе, сопровождение поставок вооружений и контроль над их целевым использованием. Российские военные присутствуют в Сирии в соответствии с договорами и контрактами, заключёнными с САР. Как подчеркнули в Минобороны, никаких международных ограничений для военно-технического сотрудничества с Сирией не имеется. Россия также оказывает правительственным войскам информационную и логистическую поддержку путём предоставления оперативных спутниковых снимков, отражающих позиции и перемещения формирований ИГИЛ.
30 сентября 2015 года авиационная группа ВВС России в Сирии начала нанесение ударов по объектам антиправительственных сил.
23 февраля 2016 года МО РФ открыло на территории авиабазы Хмеймим Координационный центр по примирению враждующих сторон на территории Сирийской Арабской Республики.
11 декабря 2017 года президент Владимир Путин объявил о завершении боевых действий и выводе российских войск из Сирии и в тот же день отдал приказ министру обороны генералу армии Сергею Шойгу о выводе основной части сил и средств российской группировки войск. 22 декабря 2017 года Сергей Шойгу доложил Владимиру Путину о выполнении его приказа.
В Россию вернулись авиационные подразделения, специалисты Международного противоминного центра, сводный медицинский отряд, военнослужащие батальона военной полиции, а также личный состав Сил специальных операций. В районы постоянного базирования вернулись 36 самолётов и четыре вертолёта, также к местам постоянной дислокации вернулись шесть бомбардировщиков Ту-22. 157 единиц автомобильной спецтехники было доставлено в РФ морским транспортом. В Сирии для содействия политическому урегулированию и налаживания мирной жизни в полном составе продолжает функционировать российский Центр по примирению враждующих сторон, а также продолжают нести службу три батальона военной полиции, которые осуществляют контроль за зонами деэскалации. Также в соответствии с международными договорами в Сирии на постоянной основе остаются два российских пункта базирования — авиабаза Хмеймим и пункт материально-технического обеспечения ВМФ России в Тартусе. Их продолжают прикрывать дивизионы зенитных ракетных систем С-400 «Триумф» (расположены в Хмеймиме и Масьяфе), батарея зенитного ракетного комплекса С-300В4 (прикрывает Тартус) и некоторое количество зенитных ракетно-пушечных комплексов «Панцирь-С1». Остаются в Сирии и российские беспилотные летательные аппараты, с помощью которых ведётся мониторинг зон деэскалации в Идлибе, Хомсе, Дераа и Восточной Гуте.
Помимо этого, Россия обеспечит постоянное присутствие своих военных кораблей и подлодок с высокоточным оружием в Средиземном море.
За период с 30 сентября 2015 года по декабрь 2017 года в боевых действиях в Сирии приняли участие более 48 тыс. российских военнослужащих. Авиацией было совершено 34 тыс. боевых вылетов, в том числе 420 с крейсера «Адмирал Кузнецов». ВМС РФ было нанесено около 100 ударов, самолётами стратегической авиации — 66 ударов на дальность от 500 до 1,5 тыс. км. По данным Минобороны РФ, в ходе операции было применено 215 видов вооружений, уничтожено 8 тыс. единиц бронетехники, 718 заводов и мастерских по изготовлению оружия и боеприпасов, 396 мест незаконной добычи нефти и заводов по её переработке, а также 4,1 тыс. топливозаправщиков. При помощи комплексов С-400, С-300В и «Панцирь» было уничтожено 16 беспилотных летательных аппаратов, 53 снаряда реактивных систем залпового огня. При поддержке российских ВКС сирийскими правительственными войсками было освобождено свыше 1 тыс. населённых пунктов, включая Алеппо, Пальмиру, Акербат, Дейр-эз-Зор, Меядин и Абу-Кемаль. Во время операции вооружённые силы РФ потеряли четыре военных самолёта и четыре вертолёта. Минобороны РФ признало гибель в Сирии 41 человека.